# Сан Пјетро Кларенца
Сан Пјетро Кларенца (итал. San Pietro Clarenza) је насеље у Италији у округу Катанија, региону Сицилија.
Према процени из 2011. у насељу је живело 6886 становника. Насеље се налази на надморској висини од 447 м.

## Становништво
Према резултатима пописа становништва 2011. у општини је живело 7.102 становника.
| 1931. | 1936. | 1951. | 1961. | 1971. | 1981. | 1991. | 2001. | 2011. |
| ----- | ----- | ----- | ----- | ----- | ----- | ----- | ----- | ----- |
| 1.173 | 1.272 | 1.331 | 1.469 | 1.579 | 2.444 | 4.025 | 5.863 | 7.102 |